# Жан-Філіпп Патріс
Жан-Філіпп Патріс (12 березня 1997 , Жеменос і Марсель ) — французький фехтувальник на шаблях, бронзовий призер Олімпійських ігор 2024 року.

## Виступи на Олімпіадах
| Олімпіада  | Дисципліна     | Місце |
| ---------- | -------------- | ----- |
| Париж 2024 | командна шабля | 3     |